# Athyrium puncticaule
Athyrium puncticaule là một loài thực vật có mạch trong họ Woodsiaceae. Loài này được (Blume) T. Moore miêu tả khoa học đầu tiên năm 1860.